# Claudia Marx
Claudia Marx, född den 16 september 1978 i Berlin, är en tysk friidrottare som tävlar i kortdistanslöpning och i häcklöpning.
Marx genombrott kom när hon var med vid inomhus-VM 2001 och blev bronsmedaljör på 4 x 400 meter. Vid VM utomhus samma år i Edmonton blev hon silvermedaljör i stafett, tillsammans med Florence Ekpo-Umoh, Shanta Ghosh och Grit Breuer. Individuellt blev hon utslagen i semifinalen på 400 meter vid samma mästerskap.
Vid Inomhus-EM 2002 blev hon silvermedaljör på 400 meter efter ryskan Natalia Antjuch. Vid EM-utomhus i München tävlade hon på 400 meter men blev utslagen redan i försöken. Däremot blev hon tillsammans med Ekpo-Umoh, Birgit Rockmeier och Breuer guldmedaljör på 4 x 400 meter knappt före Ryssland.
Hon deltog vid VM 2003 men blev utslagen redan i försöken på 400 meter. Till säsongen 2004 valde hon att tävla på 400 meter häck i stället. Hon deltog vid VM 2005 där hon blev utslagen i semifinalen. Bättre gick det vid EM 2006 då hon slutade på en fjärde plats.

## Personliga rekord
- 400 meter - 51,41
- 400 meter häck - 54,80